# Виноробство в Криму

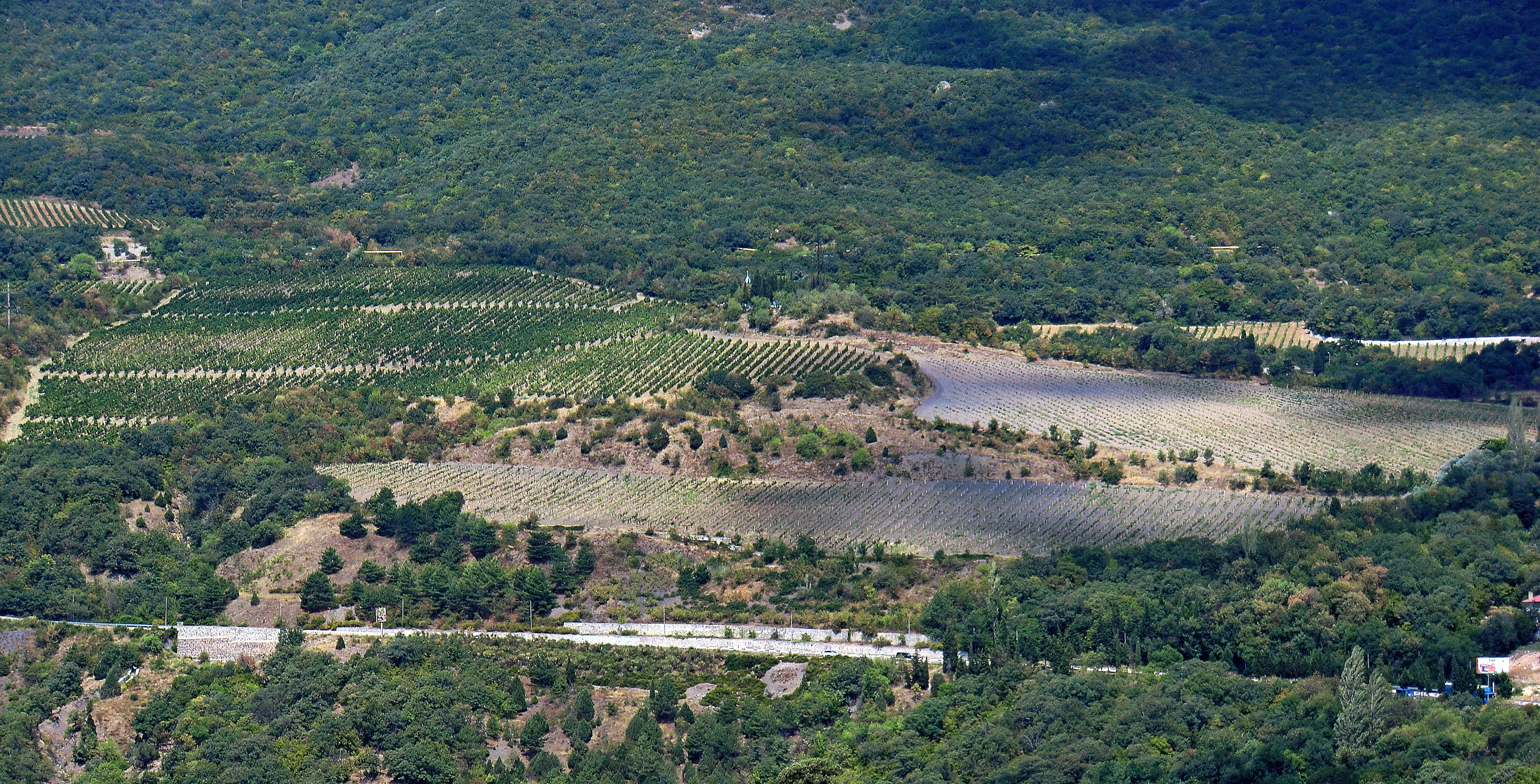
Виноградники ДП «Лівадія» на ПБК

Виноробство в Криму існує близько двох тисяч років. Вино потрапило в Крим від древніх греків відтоді вони міцно вкорінилися на півострові.

## Історія виноробства
Дуже багато сортів винограду походять від лози, яка прибула з берегів Хелласа. Ера розквіту виноробства тривала до X—XI століття. Генуезці прибрали до рук виноробство наприкінці 18-го століття, тоді й заснували у Криму потужну колонію. В Херсонесі в Боспорському царстві, в князівстві Феодоро і в генуезьких колоніях було розвинене виноробство. Через релігійні заборони на вживання вина Османський період був несприятливий для виноробів, але це компенсувалося культом столових сортів винограду (можна назвати цей період ізюмним). За виготовлення вина, мусульманських виноробів карали палками, але їх не обкладали непомірними податками, це і стимулювало деяких переходити в іншу віру. Під час правління Російської імперії виноробство процвітало, на цей період припало становлення науки про виробництво вина. 24 квітня 1924 року був прийнятий «Закон про виноградне вино» це і слугувало захисту виноробства на державному рівні. Дуже велику шкоду Кримському виноробству завдала радянська влада, яка борючись з пияцтвом, в 1985 році 25 травня прийняла закон «Про боротьбу з п'янством та алкоголізмом». В цей період масово знищують виноградники і перепрофільовують заводи. «Масандра», «Інкерман», «Коктебель», «Сонячна долина» ці кримські виноробні заводи, на сучасному етапі, мають світову славу.

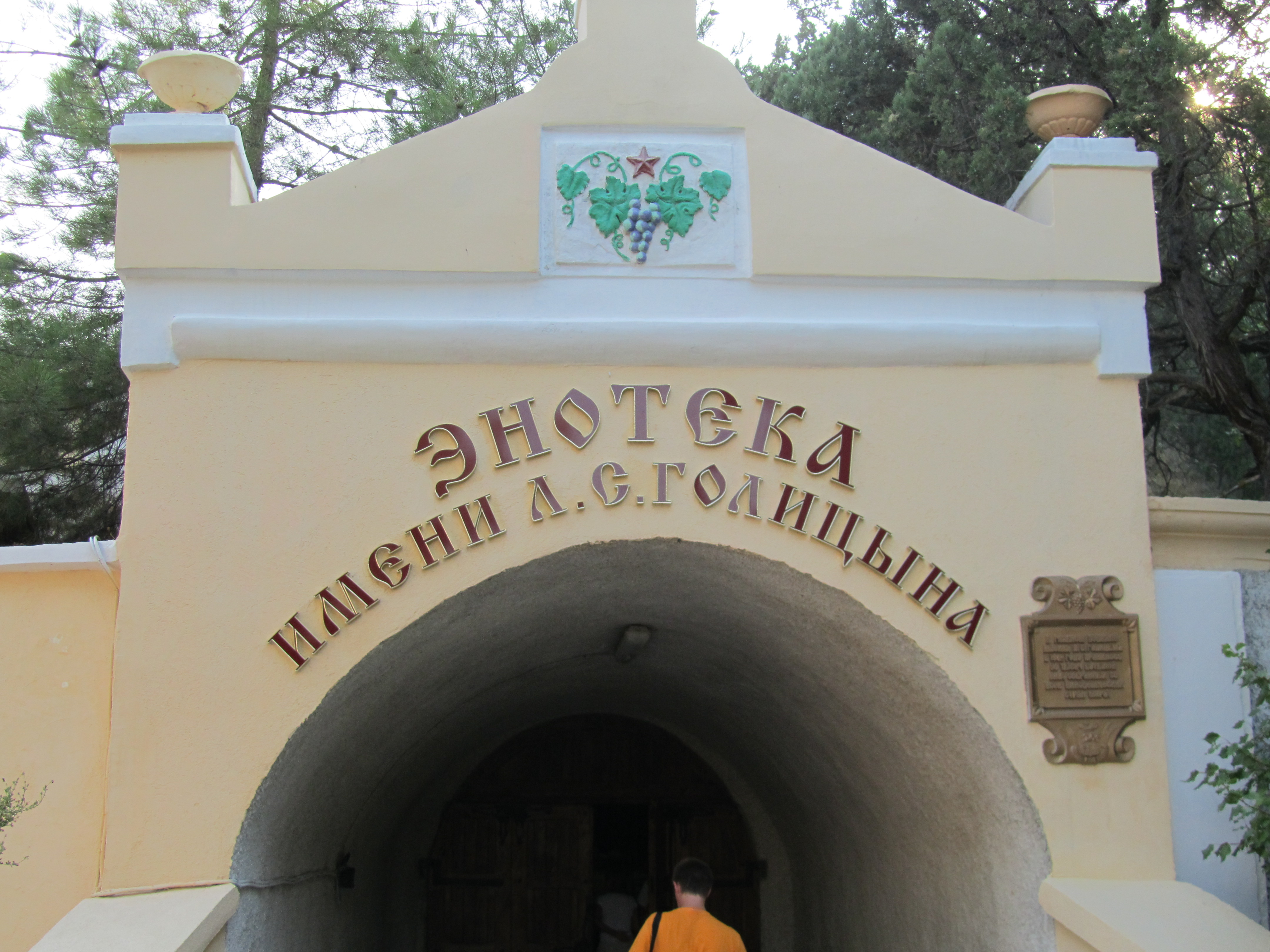
Новий Світ. Крим.

В Україні культура винограду і виноробства відомі вже багато тисяч років. Епічна Тмутаракань (охоплювала територію Східного Криму і Тамані) знаходилась у васальній залежності від Чернігівських князів Київської Русі.  Кокур, Сари пандас, Кок пандас, Екім Кара, Кефесія це аборигенні сорти винограду, які в Криму ростуть з давніх часів. Ще у VI ст. до нашої ери на території південної України виноградарство та виноробство отримали розповсюдження - водночас з появою на Північному Причорномор’ї грецьких колоній та їхніх міст-держав.  Ще у 1794 році на руїнах Херсонесу Таврійського Дюбуа знайшов напис на кам’яній плиті IV ст. до н.е., в якому перераховувалися досягнення місцевого діяча Агазіклета де, зокрема, казалося, що "народ присвячує цей пам’ятник Агазіклету, який сприяв розвитку виноробства у селах”.  Кам’яні преси та винні місткості, що були вирубані у скелях також були знайдені.  Про Керченський півострів Страбон писав наступне: "В Боспорі виноградна лоза приносить плоди, але грона там маленькі, а взимку її закопують в землю”.  Стародавнім селищам скіфів, аланів, таврів і кімерійців органічно була присутня культура винограду . В античні часи Північне Причорномор’я   Якісне виноградне вино в Античні часи виробляли в Північному Причорномор'ї (південні області сучасної України). До занепаду квітучого виноградарства призвели багато чинників: нашестя кочівників з північного сходу, наступні безперервні війни на виживання з турками і татарською ордою, які руйнували виноробні господарства (мусульманська релігія, не заохочує серед віруючих вживання вина). Розвиток виноградарства продовжувався після того як грецькі колонії увійшли до Римської імперії, і тоді коли Херсонес перетворився на візантійський Херсонес. Заважало розвитку виноробства постійні набіги кочових племен і нашестя гунів у IV столітті, а пізніше ще й ост-готів, призвели до загибелі античних міст-держав. Продовжувала вирощувати виноград у Хозарському каганаті VII-IX століттях, що займав величезну територію між азовським і Каспійським морями, частина багатоетнічного населення. В Криму, вироблялося виноградне вино, яке в амфорах, іноді на волах, везли в хозарські кочів'я та далекі лісостепові селища, де його обмінювали на худобу, мед і хутра. В V-XII ст.,  на зміну Візантії, що контролювала Причорномор’я, прийшли Венеційська і Генуезька республіки, колоністами із Генуї виноградарство і виноробство були відроджені .У Судаку  особливо відомими були генуезькі вина. У Київській Русі, а пізніше й у Московії Сурожські (Судацькі) вина були добре відомі. Населення Дністровсько-Дунайських земель з Х століття активно залучається до Християнства. Обов’язковими атрибутами церковного причастя стають хліб та вино. Монастирі й церкви володіли виноградниками, монахи виробляли вина. Наприкінці Х століття  виноградники зачахли в результаті  нашестя кочових племен, які не займалися землеробством. Після нападу на Крим турків у 1475 році погіршилися умови для розвитку виноробної галузі. З початком ХІХ сторіччя, пов'язують відродження виноробної галузі в Україні це сталося тоді, коли Російська імперія стала колонізувати Південь України. Відомий винороб князь Лев Голіцин, свідчив, що граф В. Кочубей у 1804 році розіслав через експедицію державного майна "комісії для вивчення на місці ґрунту і сортів винограду, придатного для цієї місцевості”. Тисячі десятин земельних угідь, роздавалося царським сановникам разом з населенням, яке там мешкало. Близько 8,5 тис. гектарів виноградників в Україні нараховувалось  на початку ХІХ століття, головним чином належали, поміщикам та підприємцям. Промислове становлення виноградарства і виноробства у Криму почалося в 1820 році. Вільні землі надавалися поміщикам за умови їхнього використання під виноградники. Більше ніж 1600 га виноградників зі щорічним вивозом в інші регіони більше 200 тис. дал вина нараховувалось поблизу Ялти вже в 1848 році. Від Феодосії до Севастополя  розташовувалися виноградники.  У передгірних районах Криму, у долинах рік Альми, Качі та Бельбеку також були значні насадження виноградників.. Князь Потьомкін також дещо зробив для розвитку виноградарства в Криму. З Австрії виписав кількох виноградарів і завіз токайські лози, які були висаджені на Качі та у Судаку. За його клопотанням, Катерина ІІ доручає видатному німецькому природознавцю, академіку Петербурзької академії наук П. С. Палласу дослідити кримське виноробство і вибрати зручне місце в Криму для створення школи виноградарства. Паллас вибрав урочище Ачиклар біля Судака. (Цікаво, що в джерелах 1799 року Судак згадується як місце, де виробляли шампанське, і займалися цим представники французьких фірм).

## Виноробні заводи Криму
- Тунель комплексу винних підвалів «Массандра»Виноробний комбінат «Массандра»
- Завод марочних вин «Коктебель»
- Інкерманський завод марочних вин

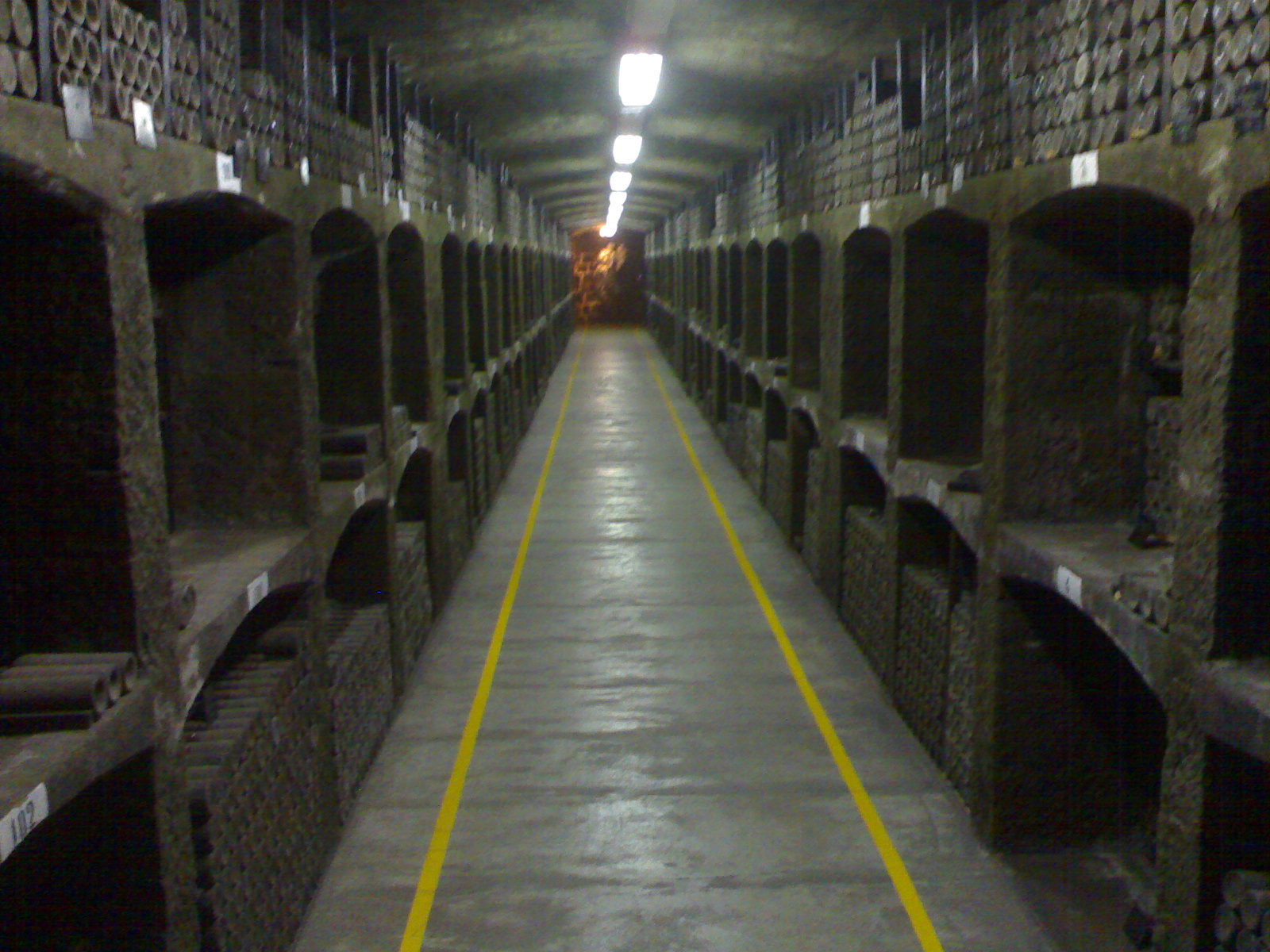
Тунель комплексу винних підвалів «Массандра»

- Інститут винограду і вина «Магарач»
- Новий світ (завод)
- Сонячна долина (Виноробне підприємство)
- Виноробний комбінат «DIONIS»
- Об'єднання «Золота Балка»
- Феодосійський вин-завод
- Бахчисарайський виноробний завод

## Вина Криму
- Столові:Виноградники Судацької долини

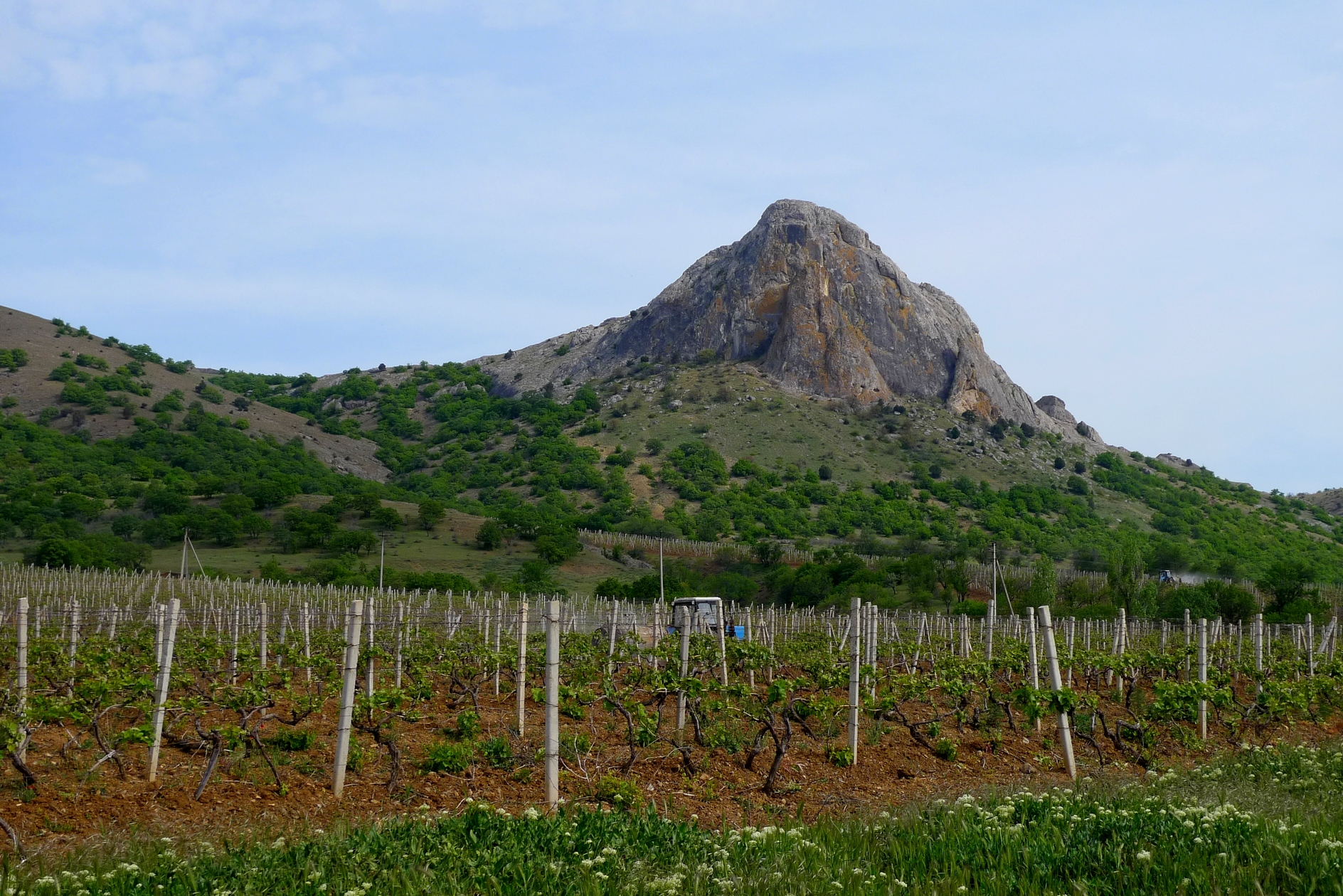
Виноградники Судацької долини

  - Білі: «Ркацителі», «Аліготе», «Ріслінг», «Сільванер», «Кокур», «Шардоне», «Совіньйон»
  - Червоні: «Каберне», «Піно-Фран», «Сапераві», «Мерло», «Столові червоні Алушта»
  - Розові: «Гераклея», «Мускат Алькадар»
- Міцні:
  - Портвейни: червоні— масандровські (Ялта), білий — судакські (Сурож) й інкерманські (портвейн «Севастополь»)
  - Хереси (основні виробники: «DIONIS» (Сімферополь), «Магарач», «Масандра»)
  - Мадери («Судак», «Коктебель»; «Масандра», «Магарач», «DIONIS»)
    - Марсала: Малоріченське (Алуштинська міськрада)

  - Десертні вина
    - «Сонячна долина (вино)»
    - Старий Нектар («Інкерман», «Масандра»)
    - Солнце в бокале («Інкерман»)
    - Талисман («Інкерман»)
    - Сердолик Тавриди («Магарач»)
    - Чорний доктор («Массандра», «Сонячна долина»)
    - «Піно-грі Ай-Даніль» («Масандра»)
    - Нектар Массандри («Массандра»)
    - Мускати, зокрема «Мускат Білий Червоного Каменю» і «Мускат білий Магарач»
- Ароматизировані вина — вермути: «Букет Криму», «Монастирські частування»
- Ігристі («шампанські») вина: «Новосвітські» («Галіцинскі») та «Севастопольські»
- Коньяки: «Магарач»; «Коктебель», «Карадаг» та інші "Завод марочних вин и коньяків «Коктебель»[5] и производства ООО «Маглив».

## Сортовий склад

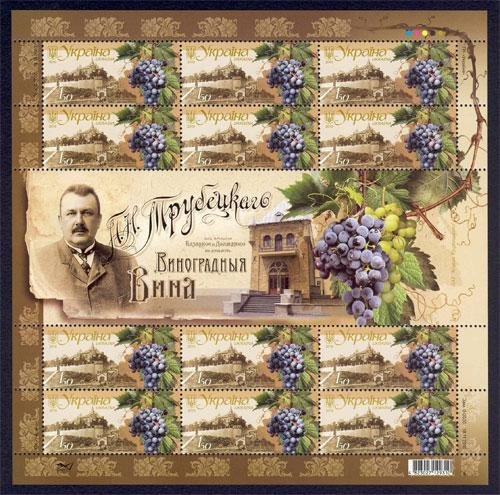
Вино Совіньйон

По даним 1991 р. сортовий склад виноградних насаджень Криму представлений Сортовой состав виноградных насаждений Крыма (по данным 1991 г.) представлений наступним чином (у відсотках):
- Ркацителі — 43,4 %
- Аліготе — 10,6 %
- Совіньйон зелений — 5,3 %
- Рислінг — 5,2 %
- Каберне Совіньйон — 4 %
- група Піно — 3,5 %
- Кокур білий — 2,9 %
- Бастардо магарачський — 2,6 %
- Мускати — 2,7 %
- Мерло — 2,5 %
- Фетяска — 1,9 %
- комплексно стійкі — 1,7 %
- Шардоне — 1,3 %
- Сапераві — 1 %
- Трамінер рожевий — 0,9 %
- Сухолиманський білий — 0,3 %
- інші — 10,2 %

## Виноробні місцевості
- Червоний камінь (Крим) (місцевість біля Гурзуфа)
- Алуштинська долина
- Новосвітський амфітеатр
- Судакська долина
- Сонячна долина
- Отузська долина
- Коктебельська долина
- Схили Паша-Тепе (Феодосія)
- Севастопольська зона виноробства
- Північні схили Кримських гір
- Рівнинний Крим